# Clubiona zimmermanni
Clubiona zimmermanni är en spindelart som beskrevs av Marples 1964. Clubiona zimmermanni ingår i släktet Clubiona och familjen säckspindlar.
Artens utbredningsområde är Samoa. Inga underarter finns listade i Catalogue of Life.